# Sytuacja prawna i społeczna osób LGBT w Kazachstanie

Tęczowa flaga Kazachstanu

Tęczowa flaga w kształcie Kazachstanu

## Prawo wobec kontaktów homoseksualnych
Lesbijki, geje, biseksualiści i transseksualiści (osoby LGBT) mogą się spotkać w Kazachstanie z trudnościami, których nie spotykają osoby nie-LGBT. Kontakty homoseksualne, zarówno kobiet, jak i mężczyzn, są legalne w tym kraju od 1998 roku. Wiek uprawniający do współżycia seksualnego jest równy.

### Historia
Przed legalizacją w roku 1998, Artykuł 104 Kodeksu Karnego Kazachstanu zabraniał "pederastii". Artykuł ten był oparty na Sekcji 121 byłego Związku Radzieckiego, która penalizowała jedynie stosunek analny między mężczyznami.
W 2009 Kazachstan dołączył się do oświadczenia, które sprzeciwiało się Deklaracji Organizacji Narodów Zjednoczonych w Sprawie Orientacji Seksualnej i Tożsamości Płciowej.
W 2011 międzynarodowa grupa studentów z University of Chicago demonstrowała, twierdząc, że dążenia do akceptacji osób LGBT są albo spowalniane albo przeciwne interesom Rosji i innych republik byłego Związku Socjalistycznych Republik Radzieckich, co jest kierunkiem przeciwnym dążeń reszty świata.

## Ochrona prawna przed dyskryminacją
W kazachskim prawie nie ma przepisów bezpośrednio zabraniających dyskryminacji z powodu orientacji seksualnej..

## Uznanie związków osób tej samej płci
W kazachskim ustawodawstwie nie istnieje żadna prawna forma uznania związków jednopłciowych.

## Życie osób LGBT w kraju
Osoby LGBT mogą się spotkać z uprzedzeniami związanymi z orientacją seksualną i tożsamością płciową na co dzień. Przejawianie negatywnych postaw wobec osób LGBT, takich jak społeczne wykluczenie, złośliwe uwagi i przemoc, wiąże się z fizycznymi i psychicznymi szkodami ofiar. W celu uniknięcia zagrożenia ze strony homofobów i transfobów, wiele osób LGBT czuje się zmuszonych do ukrywania swojej orientacji seksualnej i tożsamości płciowej przed prawie każdą osobą w swoim życiu. Większość uważa za nieuniknione ukrywanie swojej orientacji i tożsamości w miejscu pracy, w celu uniknięcia wrogości ze strony pracodawcy i współpracowników. Próba zgłoszenia przypadku przemocy z powodu homofobii i transfobii często spotyka się z oporem, a nawet wrogością ze strony urzędników.